# Jalalabad (Shahjahanpur)
Jalalabad es una ciudad y municipio situada en el distrito de Shahjahanpur en el estado de Uttar Pradesh (India). Su población es de 38202 habitantes (2011). 

## Demografía
Según el censo de 2011 la población de Jalalabad era de 38202 habitantes, de los cuales 20212 eran hombres y 17990 eran mujeres. Jalalabad tiene una tasa media de alfabetización del 68,18%, superior a la media estatal del 67,68%: la alfabetización masculina es del 74,62%, y la alfabetización femenina del 61,00%.